# أرخبيل ستوكهولم

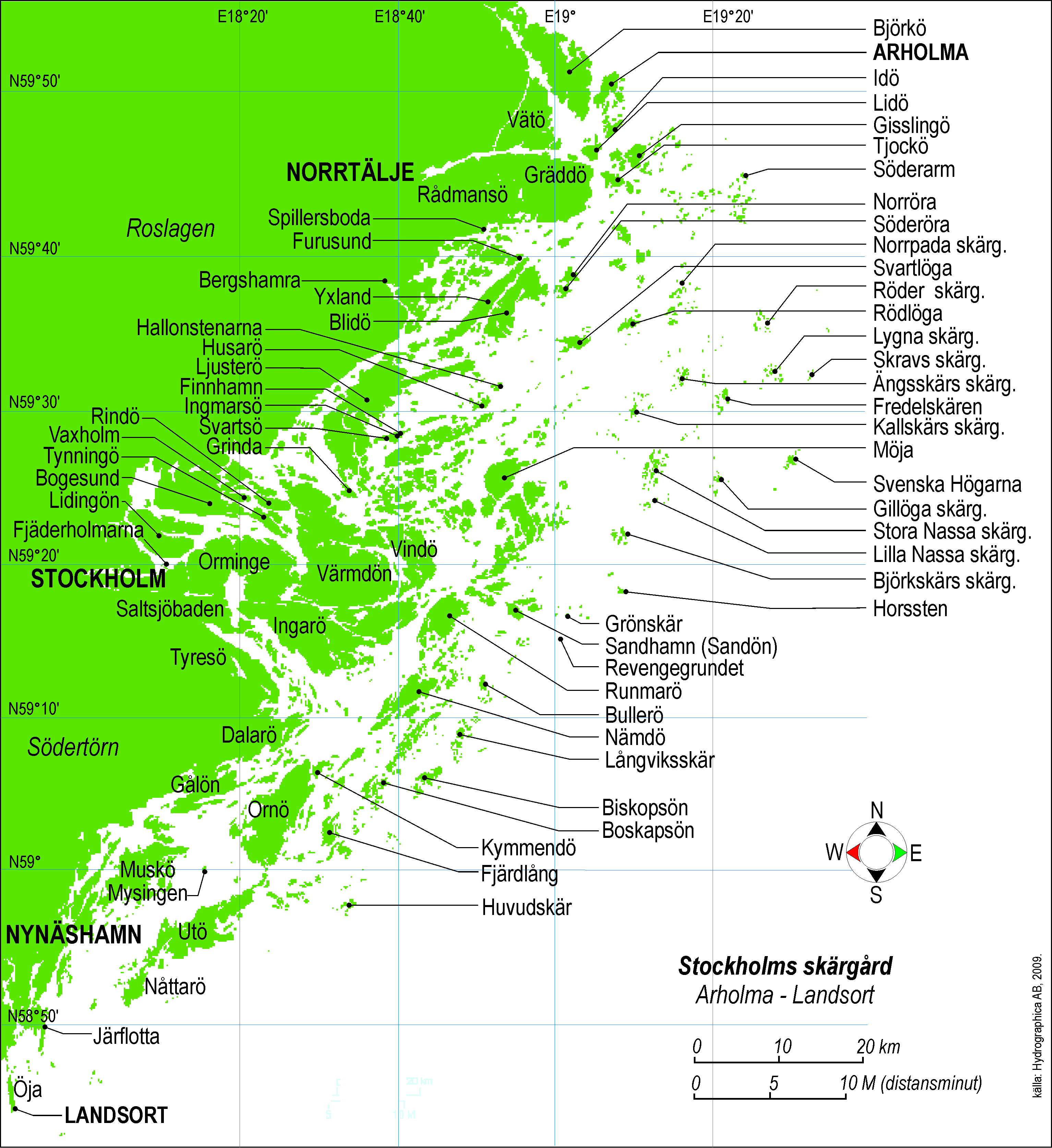
خريطة أرخبيل ستوكهولم.

أرخبيل ستوكهولم (بالسويدية: Stockholms skärgård) هو أكبر أرخبيل في السويد وثاني أكبر أرخبيل في بحر البلطيق،يمتد من ستوكهولم حوالي 60 كيلومترا شرقا للشمال والجنوب، أكبر مدن الأرخبيل بصرف النظر عن ستوكهولم هي نينس هامن ،نورتليه وفاكسهولم التي تقع فيها قرية إيتربي الشهيرة عند الكيمائيين حيث سُمّي بها مالا يقل عن أربعة عناصر كيميائية ( إربيوم ، تيربيوم ، إتيربيوم ، إتريوم )،للشحن من بحر البلطيق إلى ستوكهولم عبر الأرخبيل هناك ثلاثة طرق رئيسية.
- عدد الجزر والجزر الصغيرة في الأرخبيل قد يصل لثلاثين ألفا.